# Mitrov (zámek)
Mitrov je zámek v osadě Mitrov v okrese Žďár nad Sázavou. Dnes je zde umístěn domov důchodců.

## Historie
Zámek má původ v pozdně středověké tvrzi, obsažené ve hmotě dnešního zámku, upravené na počátku 17. století a v jeho závěru. Často opakovaný údaj o výstavbě zámku v roce 1779 tehdejším majitelem mitrovského statku Josefem Toussaintem vychází pouze z druhotně osazené tabule, umístěné v průčelí zámku při jeho historizující přestavbě na konci 19. století a s dějinami zámku nesouvisející. V letech 1890 – 1891 jej noví majitelé, brněnský továrnický rod Skene, nechal přestavět v duchu novogotiky podle projektu Augusta Prokopa. Navazující hospodářský dvůr, umístěný jižně od zámku, byl přitom zbořen a nahrazen novostavbou severně od zámku. Ve třicátých letech 20. století připadl objekt statkáři Mořici Klimešovi z nedalekého Mirošova, který proslul svým kladným vztahem k německé říši. Z téhož důvodu propůjčil zámek v průběhu 2. světové války k užívání Hitlerjugend. Po válce byl zámek upraven k sociálním účelům a až do začátku padesátých let byl ve správě Katolické charity. Po jejím zrušení byl zestátněn a nadále využíván jako domov pro přestárlé. Toto využití trvá i v současné době. Na konci osmdesátých let byl objekt rozšířen o nové křídlo, přičemž starší zámek nebyl touto přístavbou nijak narušen (často uváděná devastace zámku odbouráním jednoho z křídel při této úpravě je mylná). V současné době se řeší nová koncepce zastaralého zámeckého parku.

## Popis
Jedná se o trojkřídlý objekt s věžemi na koncích křídel a nad hlavním vchodem a s historizujícím arkýřem v nároží. Boční křídla doplňují na nádvoří novogotické lomené arkády. Kolem zámku byl zřízen anglický park.